# 马季
马季（1934年8月2日—2006年12月20日），原名馬樹槐，男，祖籍天津宝坻，生于北京，中国大陆相声表演艺术家，第七代相声演员。

## 生平
马季祖籍中国天津宝坻，出生于北京。年轻时是上海宏德织造厂的学徒。1953年，考入新华书店华北发行所做售货员。1956年参加全国职工业余曲艺汇演，被侯宝林、刘宝瑞分别看中，加入中央广播文工团说唱团为专业相声演员，师从侯宝林、刘宝瑞、郭全宝、郭启儒，责任老师为侯宝林。因为当时匈牙利电影《牧鹅少年马季》（根据匈牙利作家米哈伊·法泽考长诗改编）在中国放映，馬樹槐取艺名马季。
由于马季被领导安排和侯宝林、郭全宝、刘宝瑞、郭启儒等大师学艺，侯宝林为责任老师。因为同时有多个师傅，在师徒关系上“很难处”。之后在文革中马季和侯宝林都被批斗，民间普遍传说马季在一次批斗会上打了侯宝林。文革之后多次有人求证打人事件是否属实，师徒二人都没有正面回答。《南方周末》记者在对侯宝林三子侯耀文的采访中提到此传言，又说传言中侯宝林曾经删除过其传记《毛主席听我说相声》前言中讲述此事的内容，侯耀文则回应“不要听底下瞎说八道”，并表示侯宝林在相声专业上一直最喜欢马季，同时评价侯宝林能够公正明确区分专业与个人恩怨。郭德纲也曾求证于侯宝林次子侯耀华以及侯耀文，他们均表示绝无此事。侯宝林临终前，给马季留下遗言：“马季，相声的即兴发挥千万不能丢掉啊，它是咱们相声的主要技巧。”
马季是中国“歌颂型”相声的开创者之一。他创作演出了很多歌颂中华人民共和国建设成就和英雄人物的作品，其中以《登山英雄赞》、《画像》和《找舅舅》等节目影响为大。因而也是经常出国的相声演员之一。在文革中受到冲击，文革之后表演日趋成熟。1985年当选“十大星”之首。一直演出到20世纪90年代，后因不满中央电视台按照新闻的标准审查相声，中止与后者合作。在中国大陆，一些人把“惧内”叫做“气管炎”（“妻管严”的谐音，意为妻子管得太严）就是来自于马季的相声。
马季于北京时间2006年12月20日早上10时25分因心脏病突发于北京天通苑五區的家中逝世。

## 家庭
馬季已婚，有一子馬東（1968年生）。

## 弟子
他的弟子包括：姜昆、赵炎、刘伟、冯巩、笑林、王谦祥、李增瑞、韩兰成、刘喜尧、彭子义、常佩业、黄志强、黄宏、尹卓林、姚新光、李国修、赵龙军、邢瑛瑛、刘立新、侯冠男等。

## 演出曲目
马季参加创作、演出的曲目非常多。以下只是他演出的曲目的一小部分。
- 《请医生》（马季、郭启儒）
- 《打电话》（马季、郭启儒/于世猷）
- 《对春联》（马季、郭启儒）
- 《王金龙与祝英台》（马季、郭启儒）
- 《卖布头》（马季、郭全宝）
- 《妙语惊人》（马季、郭全宝）
- 《女队长》（马季、郭全宝）
- 《万紫千红绕营房》（马季、郭全宝）
- 《扎针》（马季、郭全宝）
- 《拔牙》（马季、刘宝瑞）
- 《找堂会》（马季、刘宝瑞）
- 《哥俩好》（马季、于世猷）
- 《反正话》（马季、于世猷）
- 《友谊颂》（马季、唐杰忠）
- 《高原彩虹》（马季、唐杰忠）
- 《多层饭店》（马季、唐杰忠）
- 《白骨精现形记》（马季、唐杰忠）
- 《成语新篇》（马季、唐杰忠）
- 《五官争功》（马季、王金宝、赵炎、冯巩、刘伟）
- 《五官争谦》（马季、王金宝、赵炎、冯巩、刘伟、王谦祥、李增瑞、戴志诚、郑健）
- 《特种病》（马季、赵炎）
- 《百吹图》（马季、赵炎）
- 《一仆二主》（马季、赵炎、王金宝/姚新光）
- 《训徒》（马季、赵炎、史可达 / 马季、刘伟、韩兰成）
- 《山东斗法》（马季）

此外，马季还曾在1984年央视春晚创作表演相声小品《一个推销员》。

## 评价
- 陈佩斯：“马季先生是所有文艺工作者的楷模，他对艺术追求的勤奋、对事业的执着值得大家一生去学习。”[8]
- 奇志：“他是勤奋和硕果累累的一身，是建国以来新相声的里程碑。侯宝林是收集继承传统的相声艺术。而马季的相声是走进新时代的，是与时俱进的。”[9]
- 郭德纲：“我们要永远承认马季先生是我们的相声大师，他创造、表演了很多歌颂型的节目，给相声开出了一条路来，而且他在这方面做得非常的成功……他不仅新活表演的好，老活也表演地非常的好。这是真正意义上的相声大家。”[10]
- 于谦：“马先生是真正继承完了（传统）以后，才发展的新相声。”[10]